# Acrocercops eugeniella
Acrocercops eugeniella là một loài bướm đêm thuộc họ Gracillariidae. Loài này có ở Java, Indonesia, cũng như Thái Lan. Nó được miêu tả bởi W. van Deventer năm 1904. Ấu trùng ăn Eugenia aquea, Eugenia cumini, và Eugenia javanica.